# Inmigración italiana en Alemania
La Inmigración italiana en Alemania es la más numerosa en el mundo desde Italia. Esta migración empezó durante el medievo hasta la actualidad. 
La mayoría de los italianos, que se establecieron en Alemania a través del tiempo, dejaron sus hogares por causas laborales. En Alemania viven 552 943 (2013) alemanes de nacionalidad italiana, por lo que Alemania junto a la Argentina, el país con más ciudadanos italianos fuera de Italia. Los principales asentamientos italianos se encuentran en las jurisdicciones de los consulados de Stuttgart (145 467), Colonia (131 739), Fráncfort del Meno (116 404), Múnich y Dortmund.

## Historia

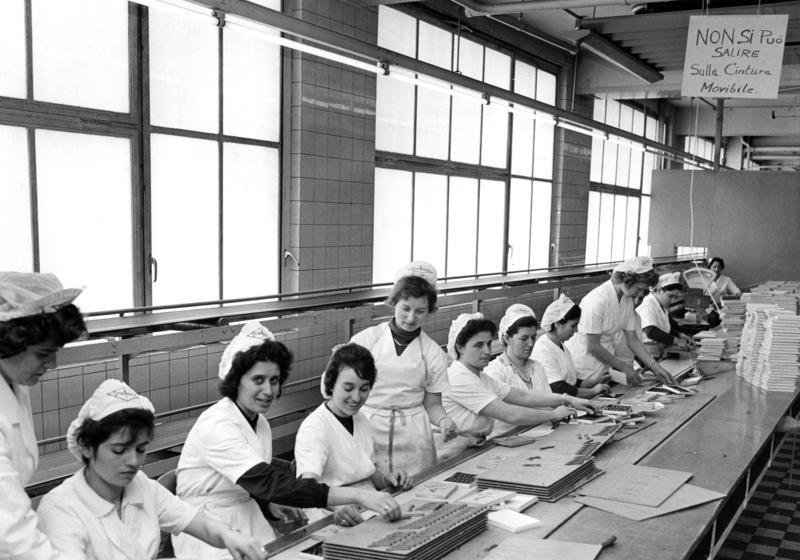
Trabajadoras italianas en una fábrica de chocolate en Colonia.

Un gran número de italianos que residían en Alemania desde la Edad Media, especialmente arquitectos, artesanos y comerciantes. Durante la Baja Edad Media y comienzos de los tiempos modernos muchos italianos llegó a Alemania para los negocios y las relaciones entre los dos países prosperó. Las fronteras políticas fueron también algo más entrelazadas en los intentos de los príncipes alemanes para extender el control sobre todo el Sacro Imperio Romano Germánico, que se extendía desde el norte de Alemania hasta el sur de Italia. Durante el Renacimiento muchos banqueros, arquitectos y artistas italianos se trasladaron a Alemania y se integraron exitosamente en la sociedad alemana.
Cuando la gran emigración italiana del siglo XIX comenzó, solo unos cuantos italianos se trasladaron al Imperio Alemán bajo dominio prusiano.
Con la post-boom económico de Alemania tras la Segunda Guerra (Wirtschaftswunder), una gran ola de inmigrantes de Italia, se trasladó a Alemania. Italia y Alemania han sido los miembros del conjunto de la Comunidad Europea del Carbón y del Acero (más tarde la Comunidad Económica Europea). Desde el establecimiento de la libre circulación de trabajadores entre los dos países en 1961, más de 580 000 italianos emigraron a Alemania para trabajar, principalmente del sur y noreste de Italia. Se estima que desde 1956 hasta 1976, más de 4 millones de italianos ingresaron en la República Federal de Alemania, y 3.5 millones regresaron a Italia.
Los trabajadores en el Museo de Arte Contemporáneo de Casoria en Nápoles, Italia, propusieron una excepción de Assylum a Alemania.